# Lilian Tintori
Pour les articles homonymes, voir Tintori.
Lilian Adriana Tintori Parra, plus connue comme Lilian Tintori, née le 5 mai 1978 à Caracas (Venezuela), est une militante des droits de l'Homme et épouse de Leopoldo López, dirigeant du parti Voluntad Popular.

## Biographie
Son père est argentin d'origine italienne et sa mère vénézuélienne.[réf. nécessaire] Son père est arrivé au Venezuela fuyant la dictature de Videla. Après ses études universitaires, elle présente quelques émissions à la télévision et à la radio. En mai 2007, elle épouse Leopoldo López avec qui elle a deux enfants. En février 2014, Lilian Tintori commence sa carrière d'activiste politique en faveur de la défense des droits de l'homme lorsque son mari est incarcéré.
Le 30 août 2017, la police découvre dans sa voiture 200 millions de bolivars répartis dans plusieurs cartons. Elle assure que la provenance de cet argent n'a rien d'illégal. Quelques jours plus tard, elle est mise en examen pour des soupçons de détournements de fonds et son passeport lui est confisqué, alors qu'elle s'apprête à prendre l'avion pour se rendre en Europe avec le chef du Parlement vénézuélien, Julio Borges. Pour Lilian Tintori : « Il m'est interdit de quitter le pays. La dictature tente d'empêcher que nous fassions une importante tournée internationale »